# Pterodoras

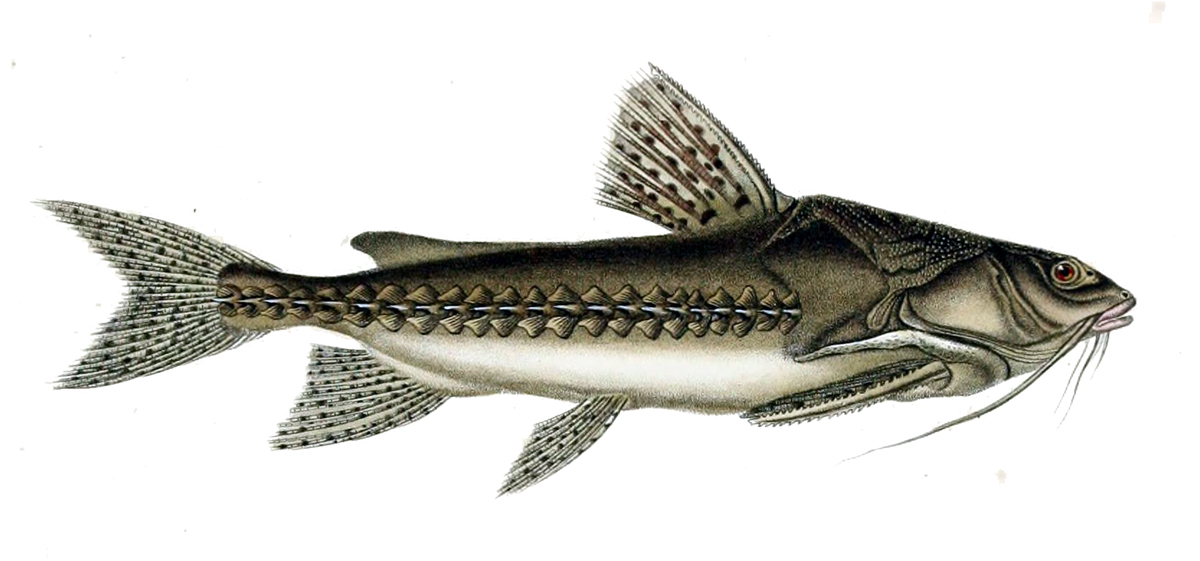
Armado (Pterodoras granulosus).

Pterodoras es un género de peces de agua dulce de la familia Doradidae en el orden Siluriformes. Sus 2 especies habitan en aguas cálidas del norte y centro de América del Sur, y son denominadas comúnmente armados. La mayor longitud que alcanza ronda los 70 cm, con un peso de 6,5 kg.

## Distribución
Este género se encuentra en ríos de aguas tropicales y subtropicales del norte y centro de América del Sur, desde los drenajes atlánticos de las Guayanas y la cuenca amazónica de Colombia, Perú y Brasil hasta Bolivia el Paraguay y el nordeste de la Argentina en la cuenca del Plata, en los ríos Paraguay, Paraná y Uruguay.

## Taxonomía
Este género fue descrito originalmente en el año 1862 por el ictiólogo holandés Pieter Bleeker.
Especies
Este género se subdivide en sólo 2 especies:
- Pterodoras granulosus (Valenciennes, 1821) (Granulated catfish)
- Pterodoras rivasi (Fernández-Yépez, 1950)